# Christian Siegmund Georgi

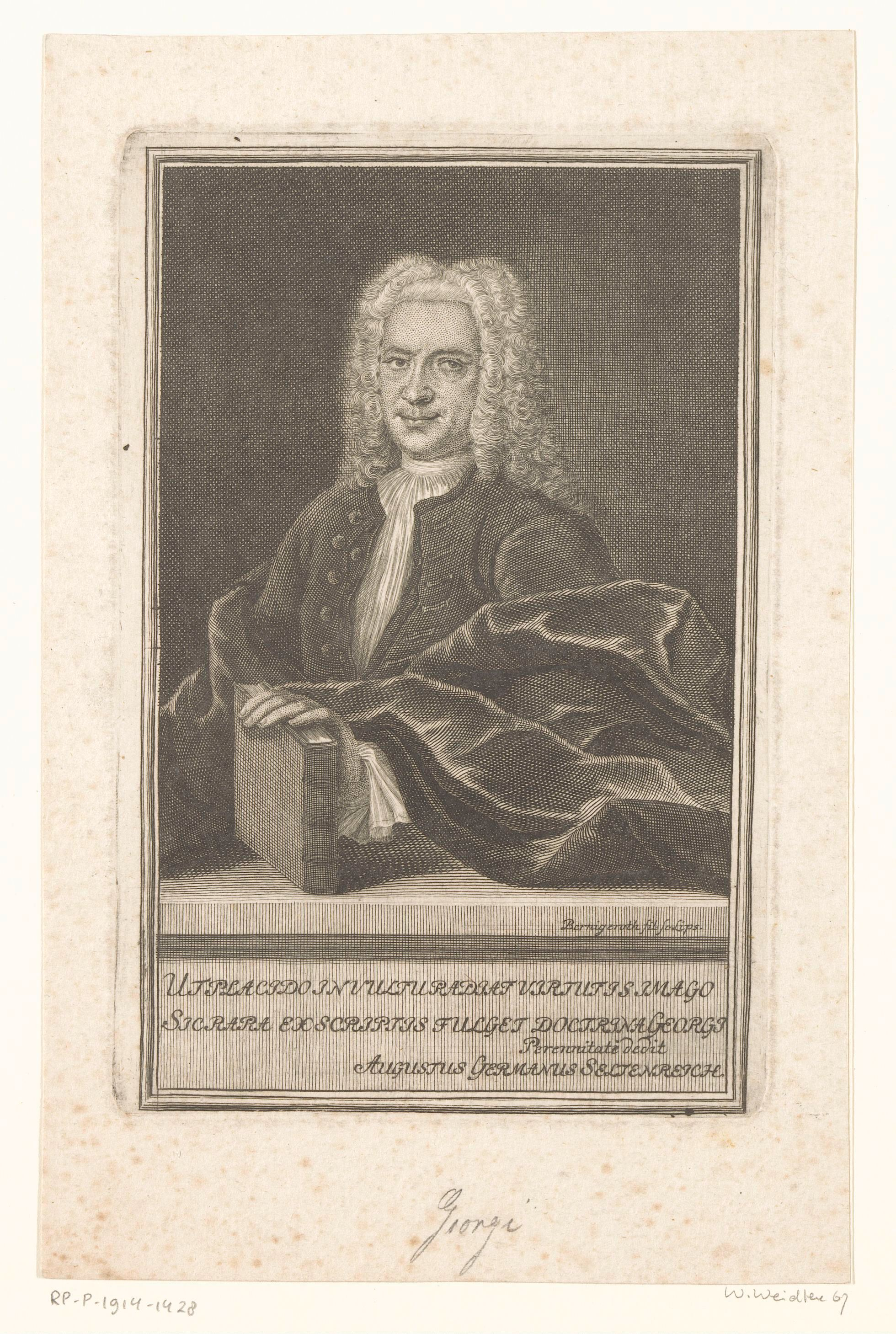
Christian Siegmund Georgi

Christian Siegmund Georgi (* 20. Juli 1702 in Luckau; † 2. September 1771 in Wittenberg) war ein deutscher evangelischer Theologe.

## Leben
Als Sohn des Oberamtsadvokaten Thomas Georgius und der Anna Sophia (geb. Exin), besuchte Georgi zunächst die Schule seiner Heimatstadt. Nachdem er sich 1720 am Gymnasium in Zwickau weitergebildet hatte, nahm er am 4. Juni 1722 ein Studium an der Universität Wittenberg auf. Neben dem Interesse für Theologie widmete er sich zunächst den klassischen und morgenländischen Sprachen und erlangte am 30. April 1723 den akademischen Grad eines Magisters an der philosophischen Fakultät.
Am 1. Februar 1726 habilitierte er sich an der Wittenberger Akademie mit der Dissertation „De Chaldaeosyrismis Rabbinismis et Persismis dictioni Novi Foederis immerito affictis“, wurde am 17. November 1727 Adjunkt an der philosophischen Fakultät, 1736 außerordentlicher Professor der Philologie, 1743 ordentlicher Professor der Theologie und promovierte 17. Oktober 1748 zum Doktor der Theologie.
Georgi bekleidete mehrfach das Dekanat der theologischen Fakultät und war im Wintersemester 1758, 1764 und 1770 Rektor der Wittenberger Akademie. Vor allem hat sich Georgi um die Kritik und Exegese des neuen Testaments verdient gemacht. Sein Ansatz bei der Behandlung des Themas stand im konträren Verhältnis zu Johannes Vorst und Johannes Olearius. Daher wurde er angefeindet von Johann Erhard Kapp und Siegmund Friedrich Dresig, mit denen er eine literarische Disputation führte. Neben einer Anzahl von universitären Disputationen und Programmen zu dogmatischen Angelegenheiten beteiligte sich Georgi auch an historischen und chronistischen Schriften.

## Werkauswahl
- De Ebraismis dictioni N. T. immerito affictis, 1726–27
- De puritate Graecorum N. T. fontium Attica a Dorismis, Boeotismis atque poettismis aliena, 1731
- Vindicarium N. T. ab Ebraismis libri 3, 1732
- De Latinismis Graecae N. Foederis dictioni immerito affictis, 1731
- Hierocritius N. T. sive de stylo N. T. libri 3,
- Pars 2 sive controversiarum de Latinismis N. T. libri 3
- Apologia dissertationis de latismis … vindicata, 1732
- Apparatus philologico- theologicus ad Evangelia, Domini festisque diebus dedicta, Vol. 1-4, 1745–57
- Annales Academiae Vitebergensis 1655–1755
- Usque ad annum 1772
- Continuati ab E. G. Chr. Schroedero,
- Wittenbergische Klage-Geschichte, Reprint, Verlag J. Siener, 1993, Stuttgart, ISBN 3-929955-00-8